# بخینی
بخینی (به چکی: Bechyně) یک منطقهٔ مسکونی و شهرستان دارای شهرک سابقاً روستا در جمهوری چک است که در منطقه تابور واقع شده‌است.
 بخینی  ۵٬۱۵۴ نفر جمعیت دارد.